# Leon Zbyszewski

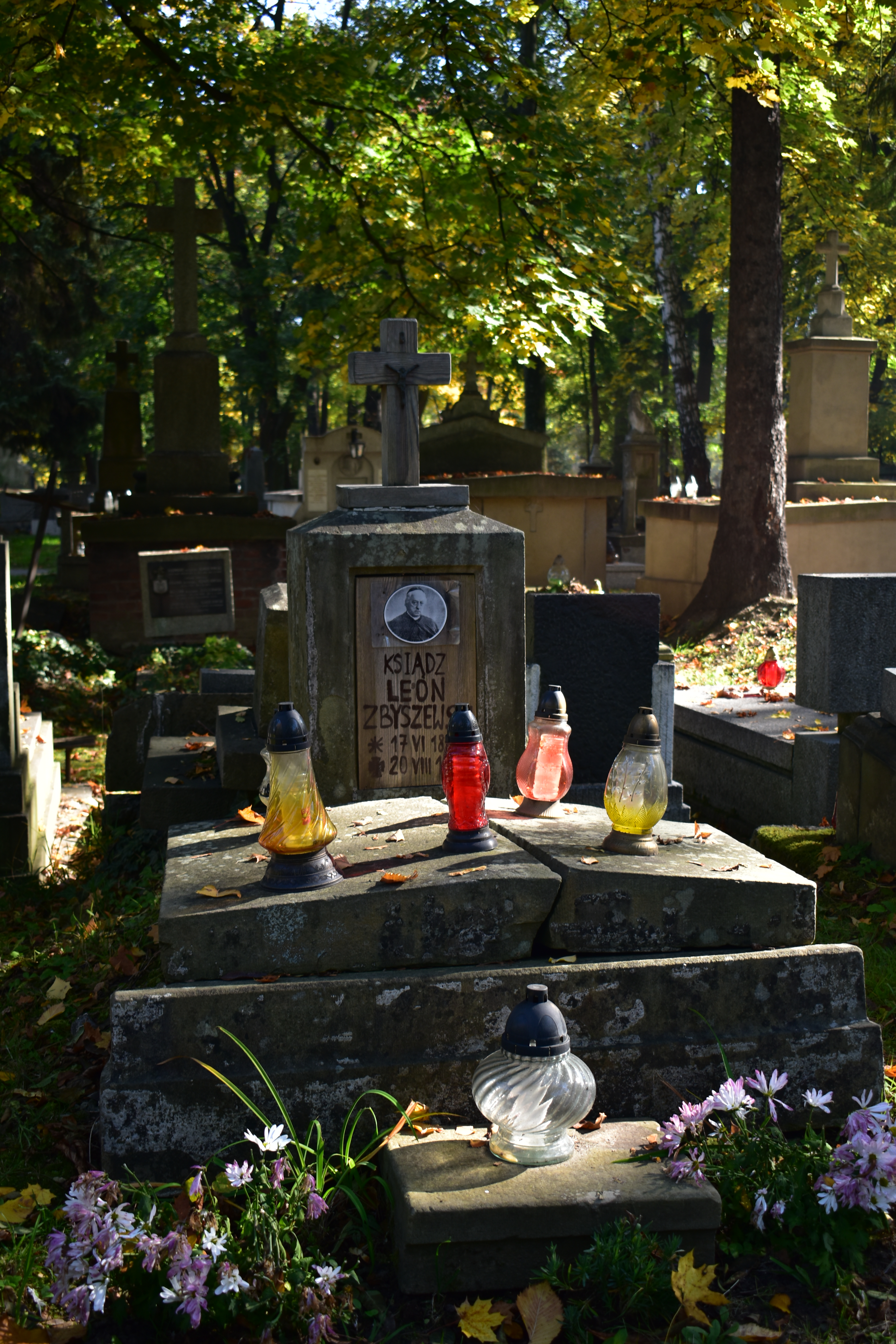
Grób Leona Zbyszewskiego na krakowskim Cmentarzu Rakowickim

Leon Zbyszewski herbu Topór (ur. 17 czerwca 1832 r. na Ukrainie, zm. 20 sierpnia 1907 r. w Krakowie) – polski duchowny, publicysta, działacz emigracyjny i społeczny.

## Życiorys
Urodził się 17 czerwca 1832 na Ukrainie w rodzinie ziemiańskiej. Kształcił się w Odessie i Warszawie, a następnie wyjechał do Paryża. Brał tam żywy udział w ruchu politycznym i publicystycznym emigracji polskiej, był sympatykiem Hotelu Lambert.
W 1867 wstąpił do Zgromadzenia Zmartwychwstańców. Święcenia kapłańskie otrzymał 30 marca 1872. W 1884 przybył do Krakowa. Za zgodą papieża Leona XIII w 1890 roku wystąpił ze Zgromadzenia, aby poświęcić się pracy wychowawczej z młodzieżą.
W 1893 założył Towarzystwo Wychowawcze „Dom Rodzinny”. W 1895 rozpoczął budowę zakładu przy ul. Pędzichów 13. Zakład Świętej Rodziny rozpoczął działalność w 1898. Zmarł na zawał serca 20 sierpnia 1907. Został pochowany na cmentarzu Rakowickim w kwaterze IVa.

## Publikacje
- La Pologne et la cause de l'ordre (1863)
- Des conditions d'une paix durable en Pologne (1863)
- Prawowitość i lojalizm. Kryzys myśli polskiej (1893)
- Demokracya katolicka w Polsce (1896)
- Idea katolicka w społeczeństwie polskiem (1902)

## Spuścizna
Dzieło szkolnictwa katolickiego rozpoczętego przez księdza Leona kontynuują Katolickie Szkoły im. Świętej Rodziny z Nazaretu w Krakowie.